# COPA (équipementier)
Pour les articles homonymes, voir COPA.
Copa, fondée en 1998, est une entreprise néerlandaise basée à Bréda, spécialisée dans les articles de football aux tendances retro.
Les produits de la marque sont vendus en Europe, au Japon, en Amérique du Nord et en Amérique du Sud.
Elle est également distribuée sous l'appellation : Copa Classic.

## Sponsoring
La marque sponsorise l'équipe nationale de football du Suriname ainsi que le Tibet pour les éliminatoires de la coupe du monde de football de 2010.
En 2018, le designer Angelo Trofa, créé un maillot de football Copa pour l'équipe du Tibet de football, y intégrant le drapeau tibétain.